# Allotoca zacapuensis
Allotoca zacapuensis és una espècie de peix de la família dels goodèids i de l'ordre dels ciprinodontiformes.

## Morfologia
- Els mascles poden assolir 3 cm de longitud total.
- Nombre de vèrtebres: 30-32.[1]

## Hàbitat
És un peix d'aigua dolça, de clima tropical (17 °C-20 °C) i demersal.

## Distribució geogràfica
Es troba a Zacapu (Michoacán, Mèxic).

## Observacions
És inofensiu per als humans.